# Arcyptera fusca
Arcyptera fusca (Pallas, 1773) è un insetto ortottero  della famiglia Acrididae.

## Descrizione

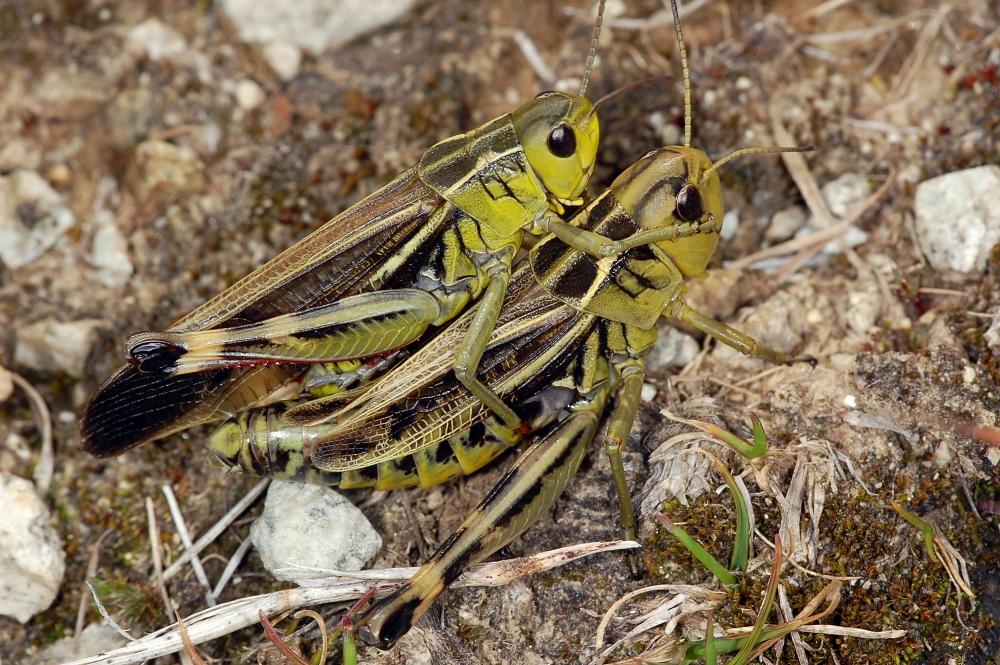
Maschio (sopra) e femmina (sotto)

È una cavalletta di medie dimensioni caratterizzata da un notevole dimorfismo sessuale: i maschi sono leggermente più piccoli (da 23 a 36 mm) ed hanno ali sviluppate e funzionali, che a riposo coprono l'addome; le femmine sono più grandi (da 29 a 40 mm) e sono brachittere, cioè hanno ali rudimentali, inadatte al volo, più corte dell'addome.
La livrea di entrambi i sessi ha una colorazione di fondo giallo-senape, con striature nere. Le tibie posteriori hanno una caratteristica colorazione rossa brillante che si estende dalla faccia interna dei femori; le ginocchia sono nere, circondate da una banda bianca.

## Distribuzione e habitat
È una specie originaria delle steppe centro-asiatiche il cui areale si è esteso alle aree montane dell'Europa centrale e meridionale.
In Italia è diffusa in tutto l'arco alpino e nelle praterie sommitali degli Appennini.
Popola le praterie alpine, i pascoli montani e le aree coltivate a graminacee.

## Biologia

### Alimentazione
È una specie erbivora, con una predilezione per le graminacee.

### Riproduzione
Le uova sono deposte in ooteche agglutinate in una sostanza schiumosa, all'interno di brevi gallerie scavate nel terreno e chiuse da un opercolo denso.

### Canto
I maschi di A. fusca utilizzano una gamma di stridulazioni differenti per segnalare la propria presenza nel territorio, per ingaggiare una disputa con un rivale dello stesso sesso,  per corteggiare le femmine o per dare inizio all'accoppiamento.